# Giovanni Michelotti

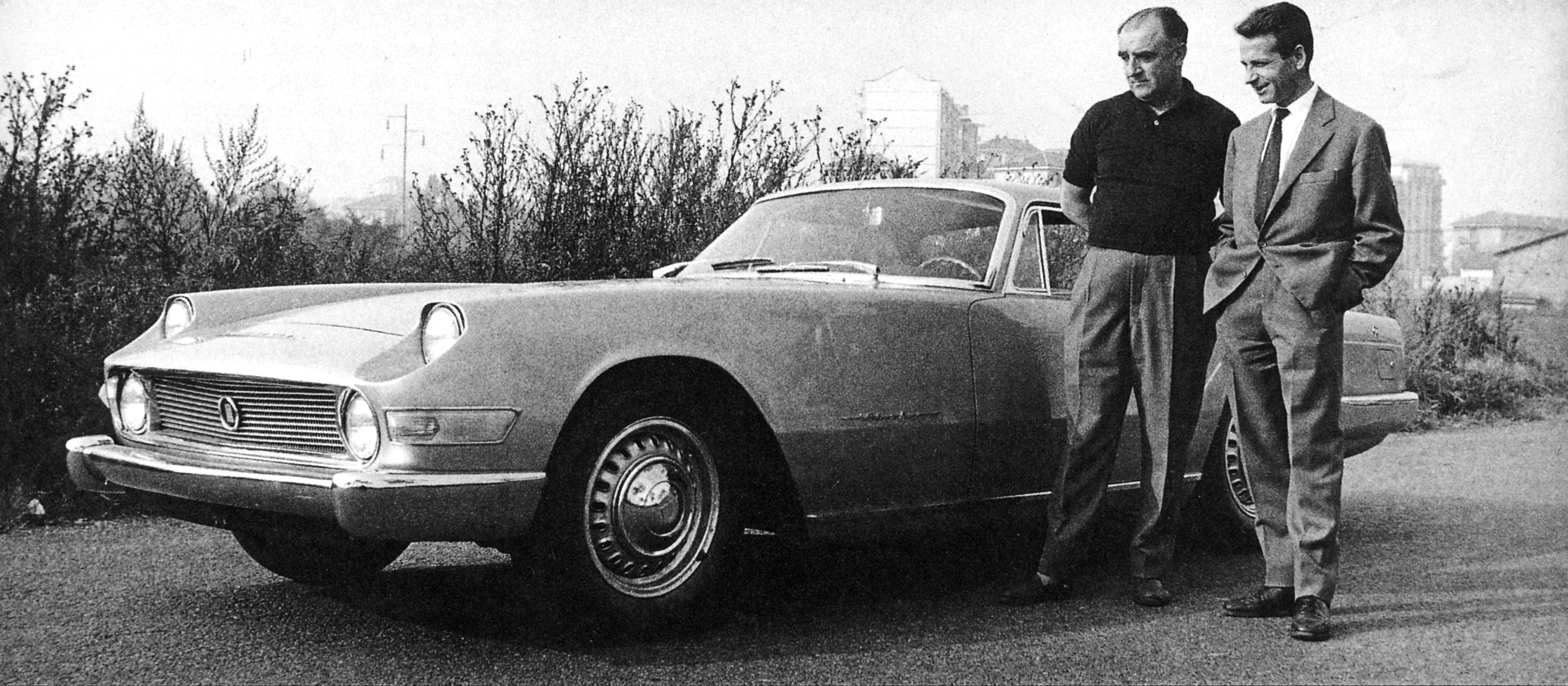
Giovanni Michelotti (rechts) bij een Plymouth Silver Ray

Giovanni Michelotti (Turijn, 1921 – aldaar, 23 januari 1980) was een van de toonaangevende ontwerpers van auto's van de 20e eeuw.
Michelotti werkte voor diverse opdrachtgevers (Vignale, Ghia, Bertone, Stabilimenti Farina, Balbo, Alpine en Allemano). Vervolgens richtte hij zijn eigen ontwerpbureau op. Vanaf de late jaren vijftig was hij verantwoordelijk voor alle nieuwe modellen van Standard Triumph.
Een schets wordt voorgelegd aan de directie van Muniquoise, die Wolfgang Denzel, en de carrosseriebouwer Michelotti onmiddellijk lanceert bij de productie van een prototype. De BMW 700 wordt onmiddellijk in twee versies gepresenteerd op de Frankfurt Motor Show 1959.
Na zijn dood zette zijn zoon Edgardo het Turijnse bedrijf voort, samen met chef-ontwerper Uchida.
Michelotti was onder andere verantwoordelijk voor de vormgeving van:
- Armstrong Siddeley Sapphire 234
- BMW 700
- BMW 1500
- DAF 44
- DAF 46
- DAF 55
- DAF Siluro
- Abarth 750 MM Vignale
- Ferrari 330 GT Targa
- Ferrari 275 P Chinetti
- Lancia Aprilia
- Lancia Flavia Vignale Spider
- Fiat Osca 1500
- Reliant Scimitar
- Triumph Dolomite
- Triumph Herald
- Triumph Spitfire 1962
- Triumph Gt6
- Triumph Stag
- Triumph TR4
- Triumph TR5

- Gemeinsame Normdatei: 130619787
- Nationale Bibliotheek van Tsjechië: ntk2017965671
- Istituto Centrale per il Catalogo Unico: MODV681409
- Virtual International Authority File: 33110286